# 보리밭
〈보리밭〉은 박화목 작사, 윤용하 작곡의 가곡으로, 4/4 박자의 내림나장조 곡이다. 가사가 매우 친숙하기 때문에 독창 및 제창용으로 많이 쓰인다. 1952년 해군 종군 작가단과 음악가단에 속해 있던 박화목과 윤용하가 각각 작사와 작곡을 담당하여 만들어졌다. 원래 박화목이 가사를 지었을 때 제목은 〈옛생각〉이었으나 작곡을 하면서 바뀌어 ‘보리밭’이 되었다. 1953년 처음으로 초연하였는데 별 인기를 끌지 못하였다. 이후 교과서에는 수록이 되었으나, 작곡자인 윤용하가 죽은 뒤 큰 인기를 끌게 되었다.

## 가사
‘보리밭 사잇길로 걸어가면’으로 시작되며, 고향의 보리밭을 그리워하는 마음을 담았다.